# Relaciones Belice-Chile
Las relaciones Belice-Chile son las relaciones internacionales entre Belice y la República de Chile.
En diciembre de 2016, las cancillerías de ambos países se reunieron en Belmopán para identificar posibles áreas de interés para el intercambio comercial y para la cooperación.

## Relaciones comerciales
En 2023, el intercambio comercial entre ambos países ascendió a los 2,55 millones de dólares estadounidenses, lo que supuso un 6,2% de crecimiento promedio anual en los últimos cinco años. Los principales productos exportados por Chile fueron pasta química de madera y preparaciones para alimentación infantil, mientras que Belice exportó mayoritariamente bombas volumétricas rotativas.

## Misiones diplomáticas
- La embajada de Chile en El Salvador concurre con representación diplomática en Belice.[3] También cuenta con un consulado honorario en Belmopán.[4]

- Belice cuenta con un consulado honorario en Santiago de Chile.[5]